# Fussball Club Wil 1900 2015-2016
Questa voce raccoglie le informazioni riguardanti il Fussball Club Wil 1900 nelle competizioni ufficiali della stagione 2015-2016.

## Stagione
Nella stagione 2015-2016 il Wil, allenato da Fuat Çapa, Philipp Dux e Kevin Cooper, concluse il campionato di Challenge League al 3º posto. In Coppa Svizzera il Wil fu eliminato al secondo turno dal Sciaffusa.

## Rosa
| N. |                               | Ruolo | Calciatore           |
| -- | ----------------------------- | ----- | -------------------- |
| 1  | Svizzera (bandiera)           | P     | Hrvoje Bukovski      |
| 2  | Svizzera (bandiera)           | D     | Dylan Stadelmann     |
| 4  | Turchia (bandiera)            | D     | Egemen Korkmaz       |
| 5  | Capo Verde (bandiera)         | D     | Guy Ramos            |
| 6  | Svizzera (bandiera)           | C     | Ergün Berisha        |
| 8  | Turchia (bandiera)            | C     | Kağan Söylemizgiller |
| 9  | Svizzera (bandiera)           | A     | Ivan Audino          |
| 10 | Kosovo (bandiera)             | C     | Gjelbrim Tahipi      |
| 11 | Brasile (bandiera)            | A     | Mert Nobre           |
| 12 | Svizzera (bandiera)           | C     | Sandro Lombardi      |
| 13 | Svizzera (bandiera)           | C     | Basil Stillhart      |
| 14 | Svizzera (bandiera)           | D     | Silvano Schäppi      |
| 17 | Svizzera (bandiera)           | C     | Dario Koller         |
| 18 | Svizzera (bandiera)           | A     | Jocelyn Roux         |
| 19 | Svizzera (bandiera)           | C     | Magnus Breitenmoser  |
| 20 | Svizzera (bandiera)           | C     | Enis Latifi          |
| 21 | Macedonia del Nord (bandiera) | A     | Samir Fazli          |

| N. |                        | Ruolo | Calciatore                |
| -- | ---------------------- | ----- | ------------------------- |
| 22 | Svizzera (bandiera)    | C     | Pascal Huber              |
| 23 | Svizzera (bandiera)    | D     | Michael Gonçalves         |
| 24 | Svizzera (bandiera)    | C     | Nedim Sacirović           |
| 25 | Germania (bandiera)    | P     | Patrick Drewes            |
| 27 | Brasile (bandiera)     | D     | André Clarindo dos Santos |
| 28 | Germania (bandiera)    | C     | Erhan Yılmaz              |
| 30 | Svizzera (bandiera)    | A     | Johan Vonlanthen          |
| 32 | Svizzera (bandiera)    | D     | Caine Keller              |
| 34 | Svizzera (bandiera)    | C     | Etienne Scholz            |
| 36 | Germania (bandiera)    | D     | David Roesler             |
| 40 | Paesi Bassi (bandiera) | P     | Jim Freid                 |
| 44 | Svizzera (bandiera)    | C     | Endoğan Adili             |
| 60 | Albania (bandiera)     | C     | Heroid Gjoshi             |
| 77 | Iran (bandiera)        | C     | Shaho Maroufi             |
| 85 | Svizzera (bandiera)    | D     | Ferhat Çökmüş             |
| 96 | Svizzera (bandiera)    | C     | Marvin Spielmann          |
| 97 | Svizzera (bandiera)    | D     | Adonis Ajeti              |

## Organigramma societario
Area tecnica
- Allenatore: Kevin Cooper
- Allenatore in seconda:
- Preparatore dei portieri:
- Preparatori atletici:

## Calciomercato

### Sessione estiva
| Acquisti | Acquisti                  | Acquisti                  | Acquisti |
| R.       | Nome                      | da                        | Modalità |
| -------- | ------------------------- | ------------------------- | -------- |
| C        | Sandro Lombardi           | Lugano                    |          |
| A        | Andi Qerfozi              | San Gallo                 |          |
| C        | Shaho Maroufi             | Sciaffusa                 |          |
| P        | Patrick Drewes            | Wolfsburg II              |          |
| C        | Endoğan Adili             | Galatasaray               |          |
| D        | André Clarindo dos Santos | ?                         |          |
| D        | Ferhat Çökmüş             | Adana Demirspor           |          |
| D        | Egemen Korkmaz            | Fenerbahçe                |          |
| A        | Mert Nobre                | Kayserispor               |          |
| D        | Guy Ramos                 | Roda JC                   |          |
| D        | David Roesler             | Eintracht Francoforte U19 |          |
| C        | Selçuk Şahin              | Fenerbahçe                |          |
| C        | Kağan Söylemizgiller      | Çaykur Rizespor           |          |
| C        | Erhan Yılmaz              | Havelse                   |          |

| Cessioni | Cessioni         | Cessioni   | Cessioni |
| R.       | Nome             | a          | Modalità |
| -------- | ---------------- | ---------- | -------- |
| C        | Stephane Eba Eba | Dietikon   |          |
| P        | Novem Baumann    | Zurigo     |          |
| D        | Pascal Cerrone   | Frauenfeld |          |
| D        | Simon Dünki      | Wohlen     |          |
| P        | Michael Gähwiler | Uzwil      |          |
| D        | Granit Lekaj     | Sciaffusa  |          |
| D        | Ferid Matri      | Le Mont    |          |
| C        | Marko Muslin     | Wohlen     |          |
| A        | Haris Tabaković  | Young Boys |          |

### Sessione invernale
| Acquisti | Acquisti         | Acquisti  | Acquisti |
| R.       | Nome             | da        | Modalità |
| -------- | ---------------- | --------- | -------- |
| D        | Adonis Ajeti     | Basilea   |          |
| D        | Dylan Stadelmann | Wohlen    |          |
| C        | Marvin Spielmann | Aarau     |          |
| P        | Jim Freid        | San Gallo |          |
| A        | Jocelyn Roux     | Losanna   |          |
| A        | Johan Vonlanthen | Servette  |          |

| Cessioni | Cessioni     | Cessioni       | Cessioni |
| R.       | Nome         | a              | Modalità |
| -------- | ------------ | -------------- | -------- |
| C        | Selçuk Şahin | Gençlerbirliği |          |
| A        | Andi Qerfozi | San Gallo II   |          |

## Risultati

### Challenge League

#### Prima fase, girone di andata
| Arbitro: | San |

|             |           |                        |
| Schuler 13’ | Marcatori | 10’ Vásquez 35’ Audino |

| Wil 25 luglio 2015, ore 17:45 CEST 2ª giornata | Wil       | 0 – 0 referto | Aarau | IGP Arena (2 920 spett.)\| Arbitro: \| Erlachner \| |
| Arbitro:                                       | Erlachner |               |       |                                                     |

| Arbitro: | Schärer |

|            |           |                                  |
| Senger 29’ | Marcatori | 62’ (aut.) Gomes 65’, 78’ Audino |

| Bienne 8 agosto 2015, ore 17:45 CEST 4ª giornata | Bienne | 0 – 0 referto | Wil | Tissot Arena (4 750 spett.)\| Arbitro: \| Gut \| |
| Arbitro:                                         | Gut    |               |     |                                                  |

| Arbitro: | Schärli |

|             |           |                                    |
| Korkmaz 78’ | Marcatori | 2’ Schultz 6’ Brahimi 32’ Abegglen |

| Arbitro: | Ovcharov |

|                  |           |  |
| Ramos 90’ (aut.) | Marcatori |  |

| Arbitro: | Tschudi |

|                                                 |           |                    |
| Korkmaz 42’ Audino 53’ Santos 87’ Stillhart 90’ | Marcatori | 19’ (aut.) Korkmaz |

| Arbitro: | Superczynski |

|                           |           |                                       |
| Nobre 30’ Santos 42’, 58’ | Marcatori | 71’ Feuillassier 72’ Sessolo 85’ Roux |

| Arbitro: | Gut |

|                                           |           |           |
| Neziraj 3’ Tadić 34’, 44’ Facchinetti 74’ | Marcatori | 85’ Fazli |

#### Prima fase, girone di ritorno
| Wil 28 settembre 2015, ore 19:45 CEST 10ª giornata | Wil       | 0 – 0 referto | Winterthur | IGP Arena (1 870 spett.)\| Arbitro: \| Jaccottet \| |
| Arbitro:                                           | Jaccottet |               |            |                                                     |

| Arbitro: | Musa |

|            |           |            |
| Mobulu 77’ | Marcatori | 62’ Yılmaz |

| Arbitro: | Schnyder |

|                            |           |                          |
| Fazli 1’, 70’ Lombardi 62’ | Marcatori | 23’ De Pierro 25’ Veloso |

| Arbitro: | Schärli |

|                       |           |  |
| Santos 35’ Yılmaz 77’ | Marcatori |  |

| Arbitro: | Ovcharov |

|          |           |                                 |
| Weber 1’ | Marcatori | 18’ Santos 64’ Nobre 72’ Yılmaz |

| Arbitro: | Superczynski |

|                                  |           |          |
| Nobre 23’ Tahipi 58’ Schäppi 81’ | Marcatori | 36’ Tall |

| Arbitro: | Hänni |

|                             |           |                      |
| Lüchinger 20’ Regazzoni 33’ | Marcatori | 44’ Nobre 45’ Santos |

| Arbitro: | Jaccottet |

|                                   |           |                 |
| Ramos 11’ Santos 51’ Lombardi 67’ | Marcatori | 59’, 74’ Bičvić |

| Arbitro: | Tschudi |

|                                        |           |  |
| Roux 12’ (rig.) Lavanchy 73’ Gétaz 79’ | Marcatori |  |

#### Seconda fase, girone di andata
| Arbitro: | Gut |

|                                   |           |  |
| Tahipi 33’, 90’ (rig.) Yılmaz 85’ | Marcatori |  |

| Arbitro: | Fähndrich |

|                                      |           |  |
| Koller 56’ Korkmaz 67’ Spielmann 90’ | Marcatori |  |

| Arbitro: | Jaccottet |

|                  |           |           |
| Gétaz 1’ Pak 86’ | Marcatori | 8’ Santos |

| Arbitro: | Tschudi |

|          |           |             |
| Roux 78’ | Marcatori | 66’ Kleiner |

| Arbitro: | Fähndrich |

|                |           |                   |
| Monighetti 79’ | Marcatori | 59’ (rig.) Tahipi |

| Arbitro: | Ovcharov |

|                           |           |           |
| Nobre 68’ Yılmaz 76’, 90’ | Marcatori | 62’ Akolo |

| Arbitro: | Pache |

|                         |           |            |
| Rossini 24’, 61’ (rig.) | Marcatori | 90’ Santos |

| Arbitro: | Dudic |

|               |           |                     |
| Fassnacht 33’ | Marcatori | 71’ Roux 89’ Yılmaz |

| Arbitro: | Gut |

|                                       |           |            |
| Söylemizgiller 21’ Kryeziu 75’ (aut.) | Marcatori | 77’ Kilezi |

#### Seconda fase, girone di ritorno
| Arbitro: | Musa |

|             |           |  |
| Schultz 65’ | Marcatori |  |

| Arbitro: | Schärli |

|            |           |              |
| Koller 33’ | Marcatori | 42’ Rouiller |

| Arbitro: | Amhof |

|                                           |           |                    |
| Delley 6’ Senger 18’ Doudin 55’ Akolo 82’ | Marcatori | 29’ Nobre 83’ Roux |

| Bienne 1º maggio 2016, ore CEST 31ª giornata | Bienne | – annullata referto | Wil | Tissot Arena |

| Arbitro: | Tschudi |

|                   |           |               |
| Roux 4’ Nobre 87’ | Marcatori | 90’ Fassnacht |

| Arbitro: | Marri |

|                                       |           |                                       |
| Koller 68’ Audino 84’ (rig.) Roux 87’ | Marcatori | 6’ Romano 48’ Carlinhos 90’ Josipovic |

| Arbitro: | Superczynski |

|              |           |           |
| Paçarizi 63’ | Marcatori | 6’ Yılmaz |

| Arbitro: | Schärli |

|          |           |                                |
| Mujic 7’ | Marcatori | 27’ Yılmaz 38’ Roux 75’ Tahipi |

| Arbitro: | Gut |

|                           |           |                                                    |
| Roux 85’ Fazli 90’ (rig.) | Marcatori | 28’ Lavanchy 42’ Feuillassier 79’ Rushenguziminega |

### Coppa Svizzera
| 15 agosto 2015, ore 18:00 CEST Primo turno | Bavois | 1 – 3 | Wil |  |

| Sciaffusa 19 settembre 2015, ore 17:45 CEST Secondo turno           | Sciaffusa | 2 – 1 (d.t.s.) referto | Wil | Stadion Breite |
| \| \| \| \| \| Mariani 36’ Tadić 107’ \| Marcatori \| 43’ Santos \| |           |                        |     |                |
|                                                                     |           |                        |     |                |
| Mariani 36’ Tadić 107’                                              | Marcatori | 43’ Santos             |     |                |

## Statistiche

### Statistiche di squadra
| Competizione     | Punti | In casa | In casa | In casa | In casa | In casa | In casa | In trasferta | In trasferta | In trasferta | In trasferta | In trasferta | In trasferta | Totale | Totale | Totale | Totale | Totale | Totale | DR  |
| Competizione     | Punti | G       | V       | N       | P       | Gf      | Gs      | G            | V            | N            | P            | Gf           | Gs           | G      | V      | N      | P      | Gf     | Gs     | DR  |
| ---------------- | ----- | ------- | ------- | ------- | ------- | ------- | ------- | ------------ | ------------ | ------------ | ------------ | ------------ | ------------ | ------ | ------ | ------ | ------ | ------ | ------ | --- |
| Challenge League | 53    | 17      | 9       | 6       | 2       | 37      | 22      | 17           | 5            | 5            | 7            | 23           | 27           | 34     | 14     | 11     | 9      | 60     | 49     | +11 |
| Coppa Svizzera   | -     | 0       | 0       | 0       | 0       | 0       | 0       | 2            | 1            | 0            | 1            | 4            | 3            | 2      | 1      | 0      | 1      | 4      | 3      | +1  |
| Totale           | 53    | 17      | 9       | 6       | 2       | 37      | 22      | 19           | 6            | 5            | 8            | 27           | 30           | 36     | 15     | 11     | 10     | 64     | 52     | +12 |

### Andamento in campionato
| Giornata  | 1 | 2 | 3 | 4 | 5 | 6 | 7 | 8 | 9 | 10 | 11 | 12 | 13 | 14 | 15 | 16 | 17 | 18 | 19 | 20 | 21 | 22 | 23 | 24 | 25 | 26 | 27 | 28 | 29 | 30 | 31 | 32 | 33 | 34 | 35 | 36 |
| --------- | - | - | - | - | - | - | - | - | - | -- | -- | -- | -- | -- | -- | -- | -- | -- | -- | -- | -- | -- | -- | -- | -- | -- | -- | -- | -- | -- | -- | -- | -- | -- | -- | -- |
| Luogo     | T | C | T | T | C | T | C | C | T | C  | T  | C  | C  | T  | C  | T  | C  | T  | C  | C  | T  | C  | T  | C  | T  | T  | C  | T  | C  | T  | T  | C  | C  | T  | T  | C  |
| Risultato | V | N | V | N | P | P | V | N | P | N  | N  | V  | V  | V  | V  | N  | V  | P  | V  | V  | P  | N  | N  | V  | P  | V  |    | P  | N  | P  |    | V  | N  | N  | V  | P  |
| Posizione | 2 | 2 | 2 | 2 | 3 | 4 | 3 | 3 | 3 | 3  | 5  | 3  | 2  | 2  | 2  | 2  | 2  | 2  | 2  | 2  | 2  | 2  | 2  | 2  | 2  | 2  | 2  | 2  | 2  | 2  | 2  | 2  | 2  | 3  |    |    |

Legenda:

Luogo: C = Casa; T = Trasferta. Risultato: V = Vittoria; N = Pareggio; P = Sconfitta.

### Statistiche dei giocatori
| Giocatore         | Challenge League | Challenge League | Challenge League | Challenge League | Coppa Svizzera | Coppa Svizzera | Coppa Svizzera | Coppa Svizzera | Totale   | Totale | Totale      | Totale     |
| Giocatore         | Presenze         | Reti             | Ammonizioni      | Espulsioni       | Presenze       | Reti           | Ammonizioni    | Espulsioni     | Presenze | Reti   | Ammonizioni | Espulsioni |
| ----------------- | ---------------- | ---------------- | ---------------- | ---------------- | -------------- | -------------- | -------------- | -------------- | -------- | ------ | ----------- | ---------- |
| E. Adili          | 3                | 0                | 0                | 0                | 0              | 0              | 0              | 0              | 3        | 0      | 0           | 0          |
| A. Ajeti          | 8                | 0                | 1                | 0                | 0              | 0              | 0              | 0              | 8        | 0      | 1           | 0          |
| I. Audino         | 24               | 5                | 2                | 0                | 1              | 0              | 1              | 0              | 25       | 5      | 3           | 0          |
| E. Berisha        | 9                | 0                | 0                | 1                | 1              | 0              | 0              | 0              | 10       | 0      | 0           | 1          |
| M. Breitenmoser   | 1                | 0                | 0                | 0                | 0              | 0              | 0              | 0              | 1        | 0      | 0           | 0          |
| H. Bukovski       | 1                | 0                | 0                | 0                | 1              | 0              | 0              | 0              | 2        | 0      | 0           | 0          |
| P. Drewes         | 32               | 0                | 3                | 0                | 0              | 0              | 0              | 0              | 32       | 0      | 3           | 0          |
| S. Fazli          | 13               | 4                | 1                | 1                | 1              | 0              | 1              | 0              | 14       | 4      | 2           | 1          |
| J. Freid          | 2                | 0                | 0                | 0                | 0              | 0              | 0              | 0              | 2        | 0      | 0           | 0          |
| H. Gjoshi         | 4                | 0                | 1                | 0                | 0              | 0              | 0              | 0              | 4        | 0      | 1           | 0          |
| M. Gonçalves      | 4                | 0                | 2                | 0                | 0              | 0              | 0              | 0              | 4        | 0      | 2           | 0          |
| P. Huber          | 1                | 0                | 0                | 0                | 0              | 0              | 0              | 0              | 1        | 0      | 0           | 0          |
| C. Keller         | 14               | 0                | 5                | 0                | 1              | 0              | 0              | 0              | 15       | 0      | 5           | 0          |
| D. Koller         | 19               | 3                | 0                | 0                | 0              | 0              | 0              | 0              | 19       | 3      | 0           | 0          |
| E. Korkmaz        | 22               | 3                | 6                | 0                | 1              | 0              | 0              | 0              | 23       | 3      | 6           | 0          |
| E. Latifi         | 0                | 0                | 0                | 0                | 0              | 0              | 0              | 0              | 0        | 0      | 0           | 0          |
| S. Lombardi       | 16               | 2                | 2                | 1                | 0              | 0              | 0              | 0              | 16       | 2      | 2           | 1          |
| S. Maroufi        | 8                | 0                | 3                | 0                | 0              | 0              | 0              | 0              | 8        | 0      | 3           | 0          |
| M. Nobre          | 24               | 7                | 5                | 0                | 1              | 0              | 0              | 0              | 25       | 7      | 5           | 0          |
| A. Qerfozi        | 2                | 0                | 0                | 0                | 0              | 0              | 0              | 0              | 2        | 0      | 0           | 0          |
| G. Ramos          | 32               | 1                | 8                | 1                | 1              | 0              | 1              | 0              | 33       | 1      | 9           | 1          |
| D. Roesler        | 13               | 0                | 2                | 0                | 0              | 0              | 0              | 0              | 13       | 0      | 2           | 0          |
| J. Roux           | 15               | 7                | 0                | 0                | 0              | 0              | 0              | 0              | 15       | 7      | 0           | 0          |
| N. Sacirović      | 2                | 0                | 0                | 0                | 0              | 0              | 0              | 0              | 2        | 0      | 0           | 0          |
| A. Santos         | 25               | 9                | 6                | 1                | 1              | 1              | 0              | 0              | 26       | 10     | 6           | 1          |
| E. Scholz         | 3                | 0                | 0                | 0                | 0              | 0              | 0              | 0              | 3        | 0      | 0           | 0          |
| S. Schäppi        | 32               | 1                | 2                | 0                | 1              | 0              | 0              | 0              | 33       | 1      | 2           | 0          |
| M. Spielmann      | 8                | 1                | 1                | 0                | 0              | 0              | 0              | 0              | 8        | 1      | 1           | 0          |
| D. Stadelmann     | 8                | 0                | 4                | 0                | 0              | 0              | 0              | 0              | 8        | 0      | 4           | 0          |
| B. Stillhart      | 29               | 1                | 9                | 0                | 1              | 0              | 0              | 0              | 30       | 1      | 9           | 0          |
| K. Söylemizgiller | 18               | 1                | 8                | 0                | 1              | 0              | 1              | 0              | 19       | 1      | 9           | 0          |
| G. Tahipi         | 30               | 5                | 4                | 1                | 0              | 0              | 0              | 0              | 30       | 5      | 4           | 1          |
| J. Vonlanthen     | 10               | 0                | 2                | 0                | 0              | 0              | 0              | 0              | 10       | 0      | 2           | 0          |
| A. Vásquez        | 8                | 1                | 0                | 0                | 0              | 0              | 0              | 0              | 8        | 1      | 0           | 0          |
| E. Yılmaz         | 25               | 9                | 6                | 0                | 0              | 0              | 0              | 0              | 25       | 9      | 6           | 0          |
| F. Çökmüş         | 12               | 0                | 3                | 0                | 1              | 0              | 0              | 0              | 13       | 0      | 3           | 0          |
| S. Şahin          | 10               | 0                | 3                | 1                | 1              | 0              | 0              | 0              | 11       | 0      | 3           | 1          |